# Herman Frison
Herman Frison (Geel, 16 de abril de 1961) es un antiguo ciclista belga . Fue profesional de 1983 a 1996 y sus victorias más importantes fueron la victoria de etapa del Tour de Francia 1987, los Cuatro Días de Dunkerque en ese mismo año, y la Gante-Wevelgem en 1990.
Actualmente es director deportivo del conjunto belga Lotto Soudal y anteriormente lo fue del Relax-Bodysol

## Palmarés
| 1983 - 1 etapa de la Vuelta a los Países Bajos 1986 - 2 etapas de la Vuelta a los Valles Mineros 1987 - Cuatro Días de Dunkerque, más 1 etapa - 1 etapa del Tour de Francia - 3.º en el Campeonato de Bélgica en Ruta - Gran Premio del 1 de Mayo 1988 - 1 etapa de la Vuelta a Dinamarca - 2.º en el Campeonato de Bélgica en Ruta | 1990 - Gante-Wevelgem - Nokere Koerse - 1 etapa del Tour de la Comunidad Europea 1991 - Premio Nacional de Clausura 1993 - Druivenkoers Overijse |

## Resultados en las grandes vueltas
| Carrera         | 1983 | 1984 | 1985 | 1986 | 1987  | 1988 | 1989 | 1990 | 1991 | 1992  | 1993  | 1994 | 1995 | 1996 |
| --------------- | ---- | ---- | ---- | ---- | ----- | ---- | ---- | ---- | ---- | ----- | ----- | ---- | ---- | ---- |
| Giro de Italia  | -    | -    | -    | -    | Ab.   | -    | -    | -    | -    | -     | -     | -    | -    | -    |
| Tour de Francia | -    | -    | -    | -    | 122.º | -    | Ab.  | -    | -    | 111.º | 114.º | Ab.  | Ab.  | -    |
| Vuelta a España | -    | -    | 93.º | -    | -     | -    | Ab.  | -    | -    | -     | -     | -    | -    | -    |
| Mundial en Ruta | -    | -    | -    | -    | Ab.   | Ab.  | -    | -    | -    | -     | -     | -    | -    | -    |

-: no participa

Ab.: abandono